# Motone
Motone (en grec antic Μοθώνη), és filla d'Eneu, segons explica una llegenda local de Messènia. Va donar el seu nom a la ciutat de Modona, que, en l'epopeia homèrica, s'anomena Pèdasos. Quan, un cop acabada la guerra, Diomedes (fill de Tideu) va conduir el seu avi Eneu a Messènia, aquest heroi va engendrar Motone amb una dona del país i, en honor de la seva filla, va canviar el nom de la ciutat de Pèdasos.